# The harbor barons : political and commercial elites and the development of the port of Rotterdam, 1824-1892
The harbor barons : political and commercial elites and the development of the port of Rotterdam, 1824-1892 is het proefschrift uit 1981 van de Amerikaanse Maureen Callahan (1947) over de politieke en commerciële elite - ook wel aangeduid als de havenbaronnen - die een essentiële rol speelde bij de ontwikkeling van de haven van Rotterdam in de periode 1824-1892.

## Inhoud

#### Algemeen
Het boek geeft op basis van uitvoerig archiefonderzoek een beschrijving van de invloed van een kleine groep mannen die in de 19e eeuw het politieke en economische beleid bepaalde in Rotterdam in het licht van hun eigen economische en familiale belangen. Na de onrustige Patriottische en Franse periode van 1795 tot 1813 probeerde Willem I voor stabiliteit te zorgen door - bij gebrek aan een adelstand - een nieuwe bestuurlijke elite te creëren uit de vermogende kringen. In 1824 had Willem I hen aangewezen in de gemeenteraad van Rotterdam en de Kamer van Koophandel en de regels voor lidmaatschap dusdanig vastgesteld, dat alleen deze mannen en anderen vanuit hun eigen kring politiek en economisch beleid zouden kunnen maken voor de stad en de haven. Hierdoor ontstond een kleine groep personen die het in zowel het stadsbestuur als in het bedrijfsleven voor het zeggen kreeg. Niet alleen gaf Willem I ze deze macht, maar ook gaf hij hen de ruimte om in hun eigen opvolging te voorzien. Dit leidde er toe dat de betrokken families door hun huwelijkspolitiek hun politieke en financiële posities gedurende meerdere generaties konden veiligstellen.

#### Periode van behoud
Callahan maakt een onderverdeling in twee perioden. Eerst een periode van conservatisme en stagnatie tot ongeveer 1850 (The ancient regime: 1824-1850) en daarna juist een periode van snelle ontwikkeling en vooruitgang (The transition: 1851-1879 en Fruition: 1880 - 1892). De behoudzucht in de eerste periode werd mogelijk gemaakt door de beschermde (handels)positie van Rotterdam en door de bevoordeling door de Nederlandsche Handel-Maatschappij, die op zijn beurt mogelijk werd gemaakt door het monopolie op de handel op Nederlands-Indië. Hierdoor waren er weinig prikkels om bijvoorbeeld de zeilvaart te vervangen door stoomvaart, meer aandacht te geven aan transitohandel dan aan de eigenhandel, bleven haven- en stadsuitbreidingen uit, en werd er ook weinig gedaan aan de verbetering van de gezondheidssituatie in de stad, terwijl er wel veel slachtoffers vielen bij verschillende cholera-epidemieën, door aanleg van waterleiding en riolering.

#### Periode van verandering
Na 1850, toen ook de leden van de tweede generatie van de machtige families aan invloed begonnen te winnen, kwamen eerst langzaam en toen steeds sneller de vernieuwingen tot stand die Rotterdam tot de belangrijkste havenstad van Europa maakten. Nu eerst zorgden de 'havenbaronnen' voor de lobby's, de besluitvorming en de investeringen die hiervoor de voorwaarden boden. Naast de verbeteringen van de situatie in de stad, waarbij Rose nu de kans kreeg om zijn ideeën, zoals het Waterproject, te verwezenlijken, waren de aanleg van de Nieuwe Waterweg door Caland en de ontwikkeling door Pincoffs van de havens op op het toenmalige eiland Feijenoord in sterke mate bepalend voor de ontwikkeling.

#### Sociale groepssamenstelling
De samenstelling van de groep was vrij homogeen. De meesten waren afkomstig uit families die al meer dan een eeuw in Rotterdam woonden, maar slechts weinigen waren onderdeel geweest van het regime dat verantwoordelijk was geweest voor de besturing van de stad tijdens het ancien régime. Hun familiekapitaal was opgebouwd in de traditionele zeevaart, de koloniale handel en de verwerking van koloniale producten. De meesten woonden ook dicht bij elkaar in de betere buurten van Rotterdam. Eerst vooral rond de Oude Haven, maar later werd het (nieuwe) Scheepvaartkwartier. Qua geloofsovertuiging domineerde het Protestantisme, maar Katholieken werden vrij gemakkelijk opgenomen. Dat gold niet voor Joden. Er was een soort ongeschreven regel dat er gelijktijdig slechts één Jood lid kon zijn van de gemeenteraad. Lodewijk Pincoffs kwam door zijn ondernemerschap nog het dichtst bij acceptatie, maar zelfs hij mocht vanwege zijn geloof geen lid worden van Sociëteit Amicitia aan de Blaak.
In een bijlage bij het boek wordt een beschrijving gegeven van de functies, politieke- en geloofsovertuiging, woonadressen en genealogische gegevens van 267 personen die in de beschreven periode deel uitmaakten van deze invloedrijke groep.

#### Hoofdstukken
| I.    | The setting: Rotterdam to 1824                                                   |
| II.   | The rules of the club                                                            |
| III.  | The ancient regime: 1824-1850                                                    |
| IV.   | The transition: 1851-1879                                                        |
| V.    | Fruition: 1880 - 1892                                                            |
| VI.   | Family and society in Rotterdam: the social context of the elite decision makers |
| VII.  | The harbor barons                                                                |
| VIII. | Conclusion                                                                       |

## Ontvangst
Het proefschrift wordt beschouwd als het eerste systematische onderzoek naar de Rotterdamse ondernemerselite in de negentiende eeuw.
In publicaties over de geschiedenis van de haven van Rotterdam en de daarbij betrokken hoofdrolspelers wordt het boek veelal geciteerd. Een kritische kanttekening plaatsen Jan Kok en Marco H.D. van Leeuwen, namelijk over het ontbreken van nadere uitsplitsingen in sommige tabellen. Alsmede dat de cijfers van Callahan waarschijnlijk een lichte ondervertegenwoordiging van huwelijken met niet-eliteleden tonen door het niet meetellen van de 'missing values' en dat er verschillende rekenfouten zouden zijn gemaakt.

## Edities
- 1981: Proefschrift
- 1983: facsimile uitgave
- 1986: Uitgave U.M.I.